# Аліса Тумлер
Аліса Тумлер (нім. Alice Tumler) — австрійська телеведуча.

## Життя та кар'єра
Аліса народилась в Інсбруку, її батько словенсько-індійського походження, а мати родом з Мартиніки. У 19 років вона вирушила до Лондона для навчання на журналіста та соціолога, а пізніше — до Парижа, де брала участь у театральних курсах.

## Особисте життя
Аліса говорить шістьма мовами: німецькою, англійською, французькою, італійською, іспанською та португальською. Виховує двох дочок.